# Tadeusz Ważewski
Tadeusz Ważewski (geboren 24. September 1896 in Tschortkiw in Galizien, Österreich-Ungarn; gestorben 5. September 1972 in Rabka-Zdrój) war ein polnischer Mathematiker der Krakauer Mathematikerschule. Schwerpunkte seiner Arbeit bildeten gewöhnliche Differentialgleichungen, partielle Differentialgleichungen, Mengenlehre und Topologie.

## Leben
Ważewski studierte ab 1914 zuerst Physik an der Jagiellonen-Universität in Krakau, bevor er dank Stanisław Zaremba in die Mathematik wechselte. 1920 wurde er Gymnasialprofessor für Mathematik und studierte ab 1921 in Paris, wo er 1924 promoviert wurde. Ważewski wurde 1923 Assistent an der Bergakademie Krakau und habilitierte 1927 an der Universität, an der er 1933 außerordentlicher Professor wurde. Während des Zweiten Weltkriegs wurde er von der deutschen Besatzungsmacht bei der Sonderaktion Krakau in das KZ Sachsenhausen deportiert, von wo er im Februar 1940 entlassen wurde.
Nach Kriegsende wurde Ważewski ordentlicher Professor für mathematische Analyse und wurde 1966 emeritiert.
Er wurde zweimal mit dem Orden Polonia Restituta (Komtur und Ritter) ausgezeichnet.